# Istituto Superiore per la Conservazione ed il Restauro
El Instituto Superiore per la Conservazione ed il Restauro (ISCR) es un organismo público italiano dependiente del Ministero per i beni e le attività culturali e per il turismo. Junto con el Opificio delle Pietre Dure en Florencia, es uno de los institutos más notables y prestigiosos en el campo de la restauración de bienes culturales y de la formación de profesionales del ámbito.
Se trata de una institución de prestigio internacional tal y como demuestran las numerosas iniciativas de consultoría y colaboración que el ISCR ha llevado a cabo en distintos países por todo el mundo desde la década de 1950.
El Instituto fue fundado en 1939 como Regio Istituto Centrale del Restauro. Con la proclamación de la República en 1946 se eliminó el apelativo Regio y continuó funcionando como Istituto Centrale del Restauro (ICR) hasta 2007, cuando recibe su nombre actual. No obstante ICR sigue siendo la forma más común de referirse a la institución.

## Historia de la institución
El ICR se crea con la Legge 22 luglio 1939, n° 1240, del Ministero dell’Educazione Nazionale, y comenzó su actividad el 18 de octubre de 1941, cuando fue inaugurado por el ministro Giuseppe Bottai. Cesare Brandi fue nombrado primer director por consejo de Giulio Carlo Argan. El Instituto nació con el objetivo de promover la actividad del restaurador aplicando una metodología científica y desarrollando técnicas de intervención multidisciplinar, basadas en la contribución conjunta de historiadores del arte y expertos científicos. Se estableció por Ley un plan de estudios de tres años de duración para la enseñanza de la restauración y el primer curso comenzó el 16 de noviembre de 1942. Dentro del mismo instituto se establecieron las bases teóricas y metodológicas de la teoría de la restauración expresadas en los escritos que Cesare Brandi publicó en el Bollettino dell'Istituto Centrale del Restauro, posteriormente recogidos en la publicación Teoria de la restauracion de 1963.
Dentro del ICR se desarrolla la técnica de reintegración pictórica definida por "trateggio".
La biblioteca se estableció en julio de 1939, al mismo tiempo que se creó el Regio Istituto centrale del Restauro, con el objetivo de apoyar el trabajo de estudio y documentación del instituto y como punto de referencia para académicos y estudiantes de restauración.
La sede histórica del ICR en la Piazza San Francesco di Paola (cerca de San Pietro in Vincoli) fue abandonada en 2010. Actualmente, el ISCR está instalado en antiguo hospicio de San Michele a Ripa Grande, en Roma. El diseño de la primera sede del ICR, en un antiguo convento propiedad de hermanos mínimos de San Francisco de Paula, fue llevado a cabo por el joven arquitecto Silvio Radiconcini, un colaborador cercano de Bruno Zevi, y cuyo proyecto se conserva en la biblioteca del ISCR. Destaca en el conjunto la Sala de Exposiciones (desmantelada durante la reciente intervención de consolidación estructural) y la biblioteca (de la cual, en la misma intervención, se mantuvieron las principales líneas), donde se encontraba el fondo original fundacional del Centro (legado del historiador de arte Adolfo Venturi) y decorada con un bajorrelieve de bronce en la escalera, obra de Giacomo Manzù. El equipamiento científico(desde microscopía óptica hasta equipos de análisis de rayos X) del ICR ha sido una de las inversiones más importantes realizadas en este sector por la administración pública.
El 4 de marzo de 2017 Dario Franceschini, ministro italiano, inauguró la sucursal del Istituto en Santa Lucia Nova en Matera, que lleva el nombre de Michele D'Elia, uno de los directores del entonces ICR y soprintendente ai Beni artistici e storici della Basilicata entre 1977 y 1988. El lugar comenzó a funcionar en el curso académico 2015/2016.
Entre los estudiantes, restauradores y técnicos científicos relacionados con el ICR hay que destacar a la pareja Paolo y Laura Mora Sbordoni (restauradores); Giovanni Urbani, restaurador e historiador del arte del ICR que ejerció como director; Licia Vlad Borrelli, arqueóloga que trabajó en estrecha colaboración con Cesare Brandi desde 1947. Además de estos, cabe citar a los primeros restauradores que trabajan en el ICR: Luigi Pigazzini, jefer de resatuación desde 1939, Enrico Podio, Augusto Principios Cecconi y Luciano Arrigoni.
En los años siguientes destacan los directores Marisa Tabasso Laurenti, de laboratorios científicos, miembro de la ejecutiva del ICCROM durante muchos años, Maurizio Marabelli, químico, y Clelia Giacobini, microbióloga; Alessandra Melucco Vaccaro, arqueóloga, teórica de la restauración arqueológica; Gianluigi Colalucci, restaurador, durante muchos años director de los laboratorios de restauración de los Museos Vaticanos; Giuseppe Basile, historiador del arte, director de la famosa restauración de la Capilla de los Scrovegni y de laBasílica de San Francisco de Asís.
En esta lista no pueden faltar Michele Cordaro y Almamaria Tantillo Mignosi, ambos historiadores del arte y funcionarios del Instituto.

### Directores del ICR - ISCR
- Cesare Brandi: de 1939 a 1961.
- Pasquale Rotondi: de 1961 a 1973.
- Giovanni Urbani: de 1973 a 1983.
- Umberto Baldini: de 1983 a 1987.
- Michele d'Elia: de 1987 a 1991.
- Evelina Borea: 1991 a 1994.
- Michele Cordaro: de 1995 a 2000.
- Almamaria Tantillo Mignosi: de 2000 a 2002.
- Caterina Bon Valsassina: de 2002 a 2009.
- Gisella Capponi: de 2009 a 2018.
- Luigi Ficacci: desde 2018.

### Tareas y características científicas y organizativas
Sus tareas (definidas por el Decreto Presidencial 805/75) son las siguientes:
- Realiza investigaciones sistemáticas sobre la influencia que diversos factores ambientales, naturales y accidentales tienen en los procesos de deterioro y sobre los medios para prevenir e inhibir sus efectos.

- Lleva a cabo las investigaciones necesarias para la formulación de reglamentos y especificaciones técnicas sobre intervenciones de conservación y restauración.

- Proporciona asesoramiento científico y técnico a los órganos periféricos del Ministerio, así como a las Regiones.

- Prevé la enseñanza de la restauración, en particular para el personal técnico-científico de la Administración, y cursos de actualización para el mismo personal de la Administración del Estado y de las administraciones regionales que lo soliciten.

- Lleva a cabo restauraciones en intervenciones de particular complejidad o para responder a necesidades particulares de investigación o con fines educativos.

Por iniciativa del ICR y el Consiglio Nazionale delle Ricerche, se creó la Commissione NorMaL, que comenzó su andadura en 1977. Inicialmente tenía la tarea de identificar metodologías de estudio unificadas y específicas para el sector de la conservación de materiales de piedra, en el campo del patrimonio cultural. Posteriormente se interesó en todo el sector de la conservación y la documentación y produjo una gran cantidad de recomendaciones (hoy normativas) en el campo del Patrimonio Cultural.
Con los años, la estructura de ICR se ha mantenido sustancialmente sin cambios tanto en la definición de los objetivos, las metodologías operativas, la enseñanza y el papel desempeñado dentro del Ministerio.
Como parte de los cambios en la organización del Ministero per i beni e le attività culturali e per il turismo, actualmente en discusión (a partir de 2007), se preveía la creación de un Istituto Superiore del Restauro con autonomía técnica, científica y administrativa. Con la creación de esta institución se preveía reunir los institutos actuales y las escuelas de educación superior del ICR, del Opificio delle Pietre Dure, el l'Istituto Centrale di Patologia del Libro, el Centro di Fotoriproduzione, Legatoria e Restauro y la Scuola del Mosaico en Rávena.
La modificación aprobada solo cambia el nombre y el rango de ICR a ISCR. Las responsabilidades, la organización y los sectores de intervención permanecen sin cambios al igual que las prerrogativas de los otros institutos.

### Programa de estudios
Desde 1944 ha habido una escuela para la formación de restauradores en el ICR. En 1998, con la promulgación del Decreto Legislativo 368/98, se denominóScuola di Alta Formazione e di Studio. Desde 2006 (Decreto Legislativo 156/2006, art. 29, párrafo 9), el título emitido se ha equiparado a nivel máster.
Los cursos son limitados en número, tienen una duración de cinco años y se dividen en 300 créditos de capacitación. Para acceder es necesario superar un examen público oficial convocado por el Ministero per i beni e le attività culturali e per il turismo.

## Antiguo logotipo
Representa la alegoría de "CONSERVATIONE", grabado del siglo XVIII de Pier Leone Casella. Así lo describe el autor:
Mujer vestida de oro, con una corona de olivo en la cabeza, en la mano derecha llevará un ramo de mijo y en la izquierda un anillo de oro. El oro y el olivo simbolizan conservación, este porque preserva el cuerpo de la corrupción y aquel porque es difícilmente corruptible. El mijo también preserva las ciudades. El círculo, como aquello que no tiene principio ni fin, puede significar la duración de las cosas, que se preservan a través de una transmutación circular.

## Curiosidad:del o per?
El ICR fue fundado en 1939 bajo el nombre de "Regio Istituto del Restauro". Con el advenimiento de la República, el término Regio fue eliminado.
En 1975, como consecuencia de la fundación del Ministero per i Beni Culturali, en línea con la política de dicho Ministerio, dirigida a subrayar la presencia activa de la administración, el ICR cambió el "del" por el "per".
En los siguientes decretos relacionados con la reorganización del Istituto que el Ministerio ha llevado a cabo, el ICR se identifica como "Istituto Centrale del Restauro". Hasta la fecha no ha habido un decreto específico de reorganización, únicamente de modificación del nombre oficial, y así, el cambio de denominación del Istituto Centrale per il Restauro en Istituto Superiore per la Conservazione ed il Restauro, sancionado por el DPR n. 233/2007, concluye la controversia.